# 宮田年耕
宮田 年耕（みやた としたか、1949年 <昭和24年> 10月27日 - ）は、日本の国土交通技官。九州地方整備局長、道路局長、首都高速道路社長を歴任。瑞宝中綬章受章。

## 経歴・人物
広島県出身、1975年3月 京都大学院土木工学科修了、同年4月 建設省入省、1982年7月 土木研究所構造橋梁部橋梁研究室主任研究員、1985年2月 大臣官房政策課計画官、1987年1月 道路局企画課課長補佐、1990年 (平成2年) 4月 中部地方建設局 (現・中部地方整備局) 沼津工事事務所長、1992年6月 同企画部企画調査官、1993年4月 有料道路課建設専門官、1994年4月 同有料道路調整官、1995年6月 企画課道路事業調整官、1996年7月 建設経済局国際課長、2000年7月 道路局道路環境課長、2002年7月 道路局企画課長、2005年4月 岡山和生の後任として九州地方整備局長、2006年7月 同職を小原恒平と交代し谷口博昭の後任として道路局長、2008年7月 金井道夫を後任として退官。
2010年10月 首都高速道路顧問、2011年7月 同常務執行役員、2012年9月 同取締役、2013年10月 同代表取締役、2016年6月 同代表取締役社長。2022年一般財団法人道路新産業開発機構理事長、一般財団法人首都高速道路技術センター主席研究員。2022年11月 アーバンエックス顧問。

## 栄典
- 2019年 秋の叙勲で国土交通行政事務功労により瑞宝中綬章を受章[7]